# Humchadakatte, Tirthahalli
Humchadakatte là một làng thuộc tehsil Tirthahalli, huyện Shimoga, bang Karnataka, Ấn Độ.